# Pfarrkirche Kapellen an der Mürz

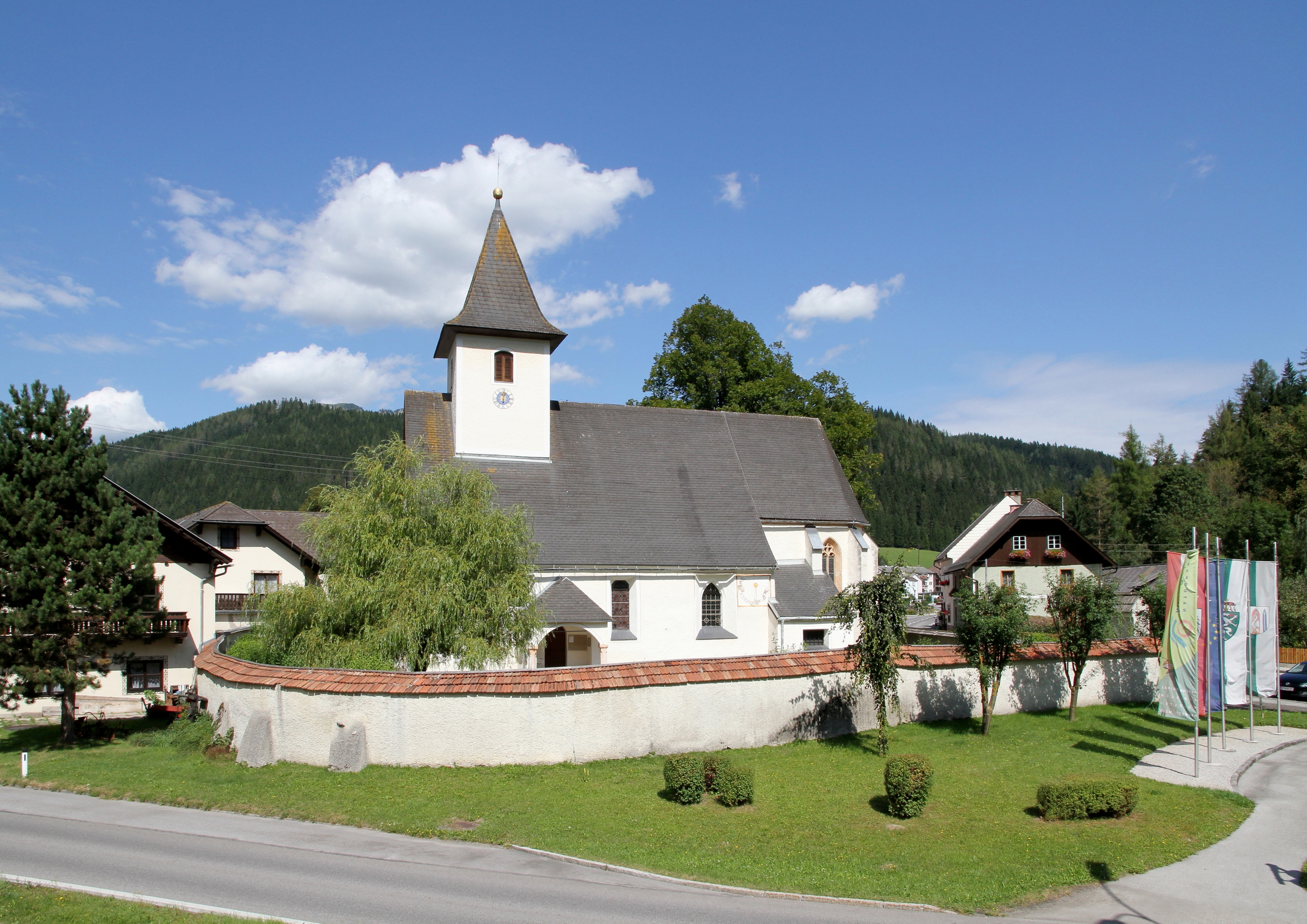
Katholische Pfarrkirche hl. Margaretha in Kapellen

Die Pfarrkirche Kapellen an der Mürz steht im Ort Kapellen in der Marktgemeinde Neuberg an der Mürz im Bezirk Bruck-Mürzzuschlag in der Steiermark. Die auf die Heilige Margareta von Antiochia geweihte römisch-katholische Pfarrkirche gehört zum Dekanat Mürztal in der Diözese Graz-Seckau. Die Kirche steht unter Denkmalschutz (Listeneintrag).

## Geschichte
Urkundlich wurde 1329 eine Kirche genannt. Die Kirche war bis 1786 dem Stift Neuberg inkorporiert. 1788 wurde die Kirche zur Pfarrkirche erhoben.

## Architektur
Der Chorschluss hat abgetreppte Strebepfeiler.
Das breite längsrechteckige Langhaus mit einem gotischen spitzbogigen Westportal hat eine Flachdecke. Die hölzerne Westempore steht auf Holzpfeiler. Der gotische spitzbogige Fronbogen ist eingeschnürt. Der einjochige gotische Chor mit einem Fünfachtelschluss hat ein Kreuzrippengewölbe auf einfachen Konsolen mit runden Schlusssteinen und zweibahnige Maßwerkfenster mit Scheiben aus 1887. Das gotische rechteckige Sakristeiportal hat eine Schmiedeeisentüre mit gotischen Beschlägen. Die barocke Nordkapelle ist kreuzgratgewölbt.

## Ausstattung

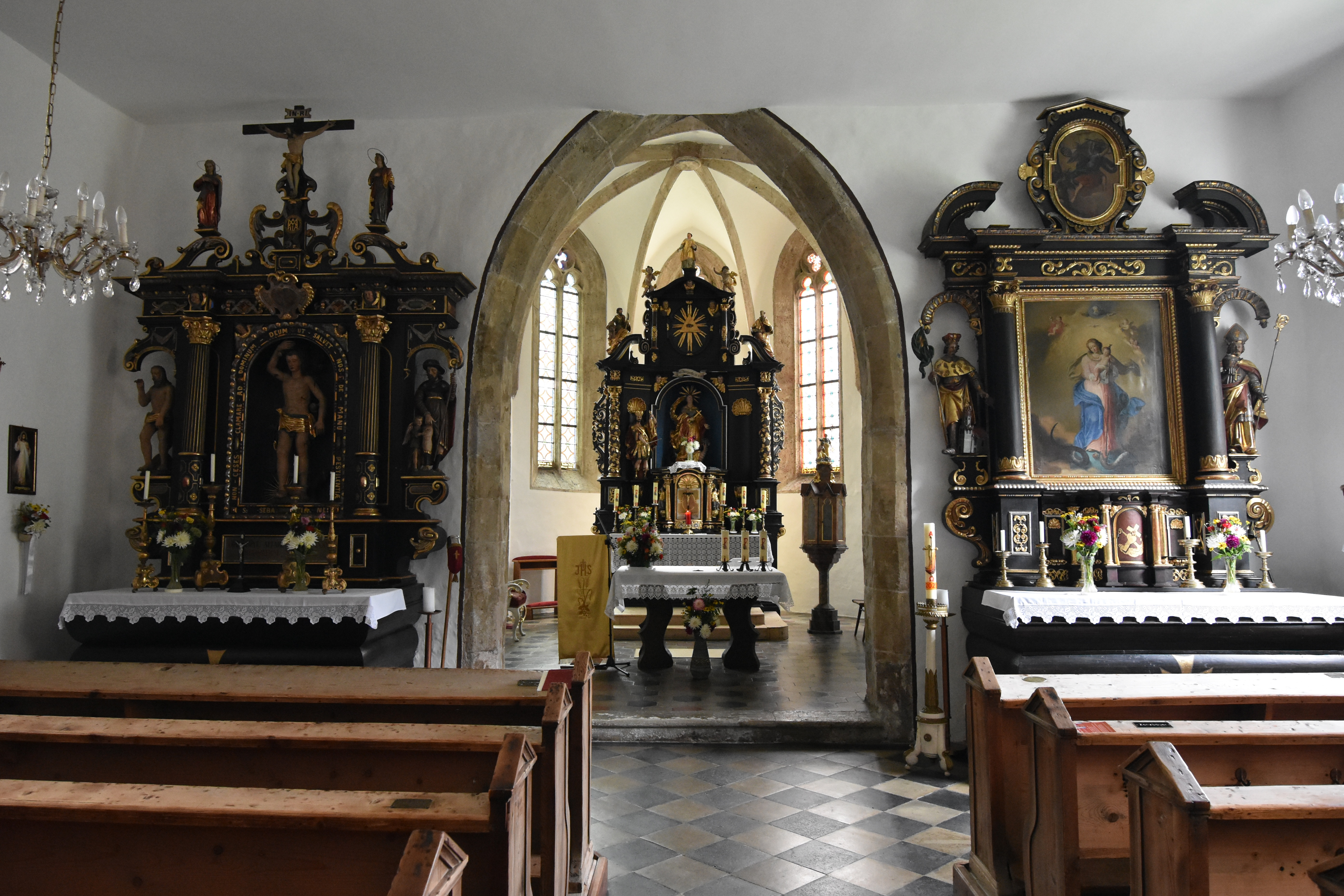
Innenansicht der Pfarrkirche

Der Hochaltar aus dem Ende des 17. Jahrhunderts beinhaltet ältere Knorpelwerkwangen.
Die Orgel baute 1875 Friedrich Werner.